# Chambre de nébulisation
 (août 2013).
Si vous disposez d'ouvrages ou d'articles de référence ou si vous connaissez des sites web de qualité traitant du thème abordé ici, merci de compléter l'article en donnant les références utiles à sa vérifiabilité et en les liant à la section « Notes et références ».
Une chambre de nébulisation permet de sélectionner les gouttelettes d'un aérosol selon leur taille (ou leur masse cela revient au même généralement). En effet, un nébuliseur produit des gouttelettes très fines mais de tailles disparates et hétérogènes, ce qui gêne les utilisateurs.

## Types de chambres
Plusieurs types de chambres de nébulisation existent :
- les chambres à impact
- les chambres à sédimentation (ou de Scott)
- les chambres cycloniques
- les chambres à plusieurs critères (impact et cyclonique par exemple)

Des chambres thermostatées par des fluides (chambres dites à doubles enveloppes, thermostatées généralement par une circulation d'eau) ou par effet Peltier peuvent être utilisées pour permettre une stabilité du signal ou pour l'analyse de liquides visqueux ou très volatils à température ambiante (huiles, carburants, naphtas). Dans ces derniers cas, l'effet Peltier est conseillé pour refroidir le brouillard généré par le nébuliseur. Actuellement, certains systèmes permettent de descendre vers −10 °C.

## Utilisations
Les chambres de nébulisations sont conçues selon leurs utilisations. L'aérosol généré par minéralisation par voie humide (attaque acide) peut contenir un acide incompatible avec le nébuliseur et la chambre de nébulisation (comme un nébuliseur et une chambre en quartz ou en verre et une attaque acide sous acide fluorhydrique). Dans ce cas, la chambre de nébulisation (et le nébuliseur) peuvent être :
- En verre, quartz : pour une utilisation pour tous types d'acides hors HF (acide fluorhydrique)
- En matériaux dits inertes (PTFE, PFA, etc.) lors d'utilisation d'HF. Les autres acides restant compatibles.

De même, les volumes des chambres sont adaptés aux volumes des aérosols générés par les nébuliseurs. On trouve ainsi des chambres de 20 ml (millilitre) pour de faibles débits de nébulisation et des chambres de 50 ml pour les autres. Ces volumes sont particulièrement utilisés en couplage avec un nébuliseur dit concentrique.
Bien sûr, d'autres matériaux, d'autres volumes existent pour s'adapter à l'aérosol afin de permettre une meilleure sélection.